# Шушенский бор

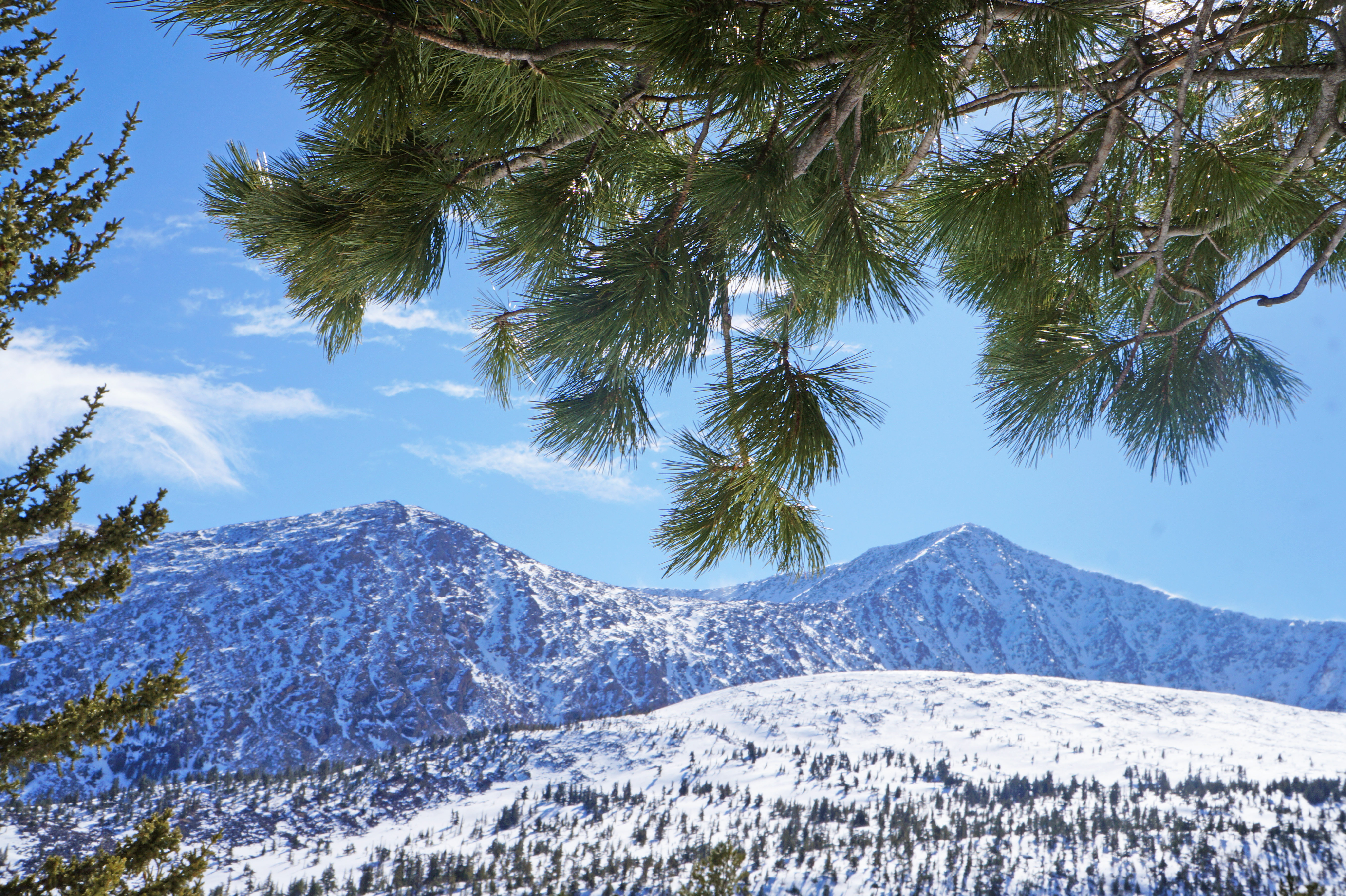
Вид на Малый Борус в Горном лесничестве.

 Шушенский бор — национальный парк на территории Шушенского района Красноярского края России.
Национальный парк находится в ведении Министерства природных ресурсов и экологии Российской Федерации. Входит в состав ассоциации заповедников и национальных парков Алтай-Саянского экорегиона.

## История создания
Национальный парк «Шушенский бор» был образован 3 ноября 1995 года, но имеет давнюю историю, начинающуюся в 1927 году, когда в местах близ Шушенского, где охотился В. И. Ленин, был устроен заказник.
С 1940 г. — заказник становится уже заповедником имени В. И. Ленина, а в 1956 г. его границы расширяются.
1968 г . — ландшафтный мемориальный лесопарк «Шушенский бор», 1970 г. — специальное лесное хозяйство «Шушенский бор», 1987 г. — опытный лесхоз «Шушенский бор» площадью 4,4 тыс. га и, наконец, с 1995 г. — национальный парк «Шушенский бор», и его площадь уже 39,2 тыс. га.
Организация национального парка на юге Красноярского края была вызвана необходимостью найти компромисс между охраной уникальной природы региона, хозяйственной деятельностью человека и рекреационным природопользованием.
Общая площадь парка составляет 39,200 га. Парк отличается не только своей красотой, но и богатством исторических и археологических памятников.

## География

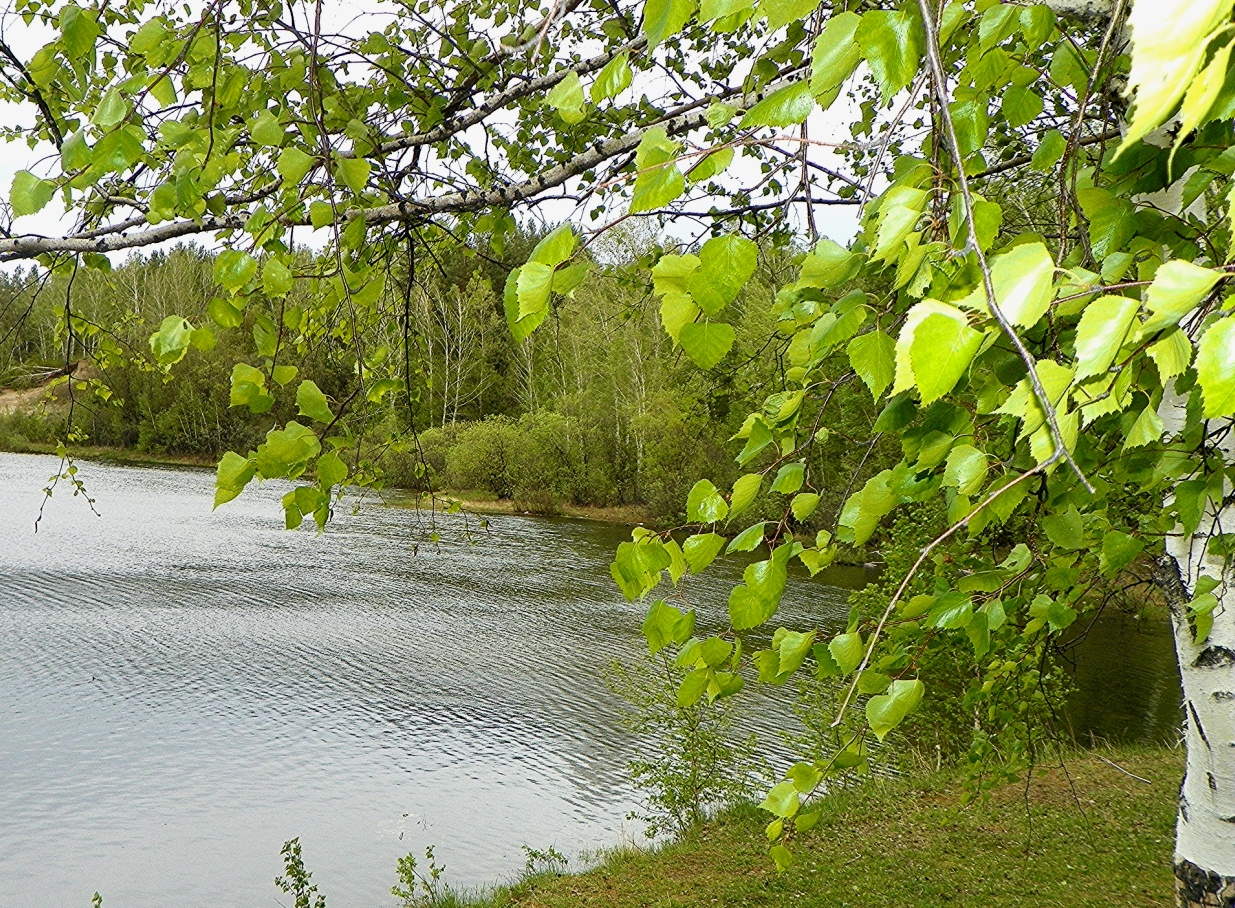
Перовское лесничество имеет 2 озера ледникового происхождения и 3 карьера

Парк находится на территории двух природных зон — лесостепи и тайги. Состоит из двух участков, находящихся на расстоянии 72 км один от другого: Перовского лесничества (4,383 га) в Минусинской котловине (лесостепная зона) и таёжного Горного (35,817 га) — на северном макросклоне Западного Саяна. Хребет Борус — самая высшая точка, которая составляет 2318 метров над уровнем моря и находится в Горном лесничестве.

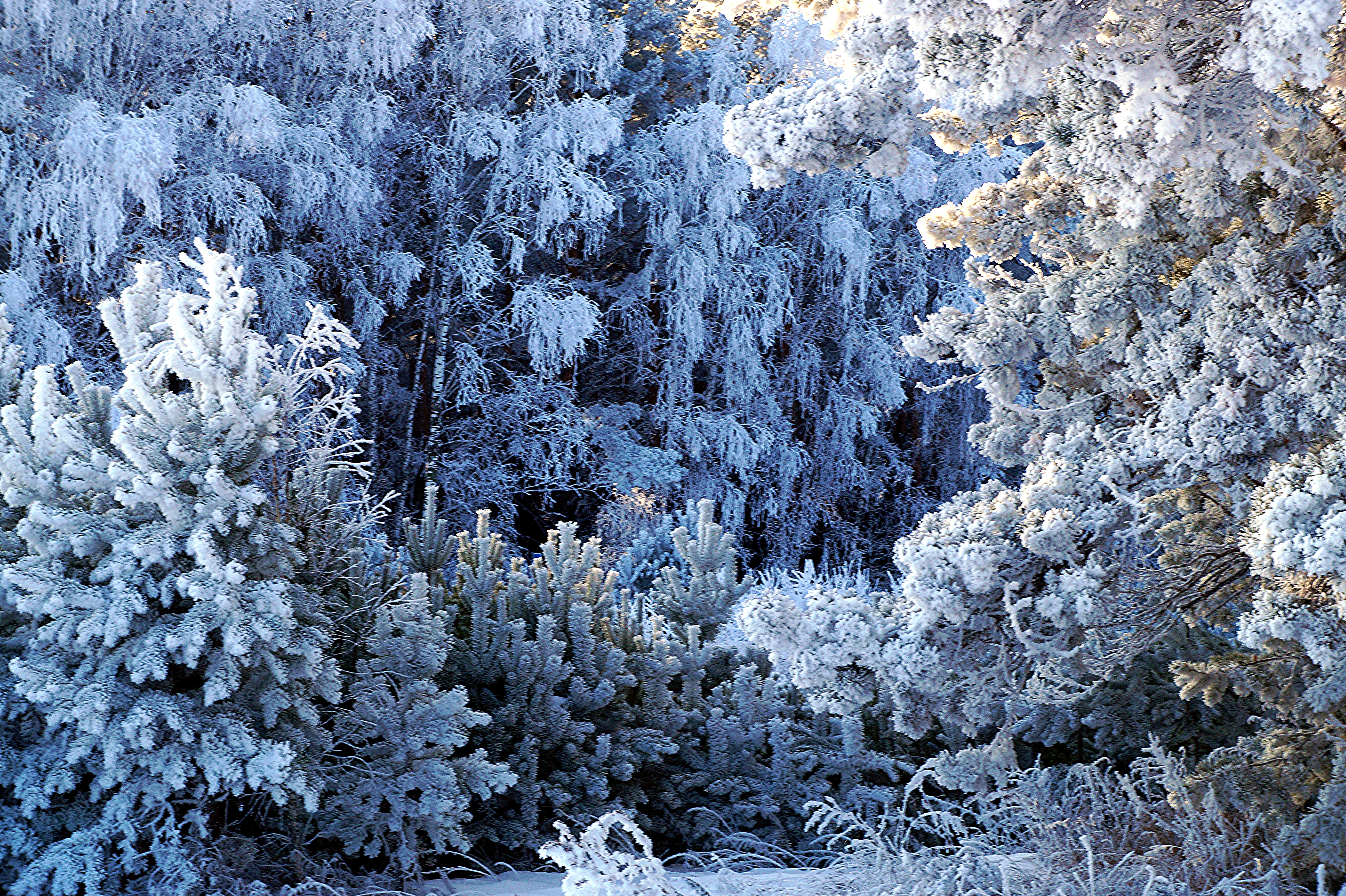
Территорию Перовского лесничества покрывает смешанный лес

В Перовском лесничестве расположены озера ледникового происхождения Перово и Бутаково, которые в настоящее время стремительно заболачиваются, а также 3 карьера; в Горном лесничестве имеется 7 ледниковых высокогорных озёр, среди которых наиболее интересны Венеция, Банзай, Большое. Озеро Большое — самое верхнее (1850 метров над уровнем моря) и самое крупное (5.3 га).
Поскольку парк расположен почти в центре материка, на большом удалении от морей и океанов, то география определила его климатические особенности, в частности, достаточно высокие температуры с чертами резкой континентальности в горах и умеренной — на равнинной части. Летом температура воздуха поднимается до +40 °С, зимой опускается до −50 °С, осадков выпадает мало. Снежный покров устанавливается в конце первой — начале второй декады ноября и держится около 5 месяцев, а высота снежного покрова достигает 1,5 — 2 метров.

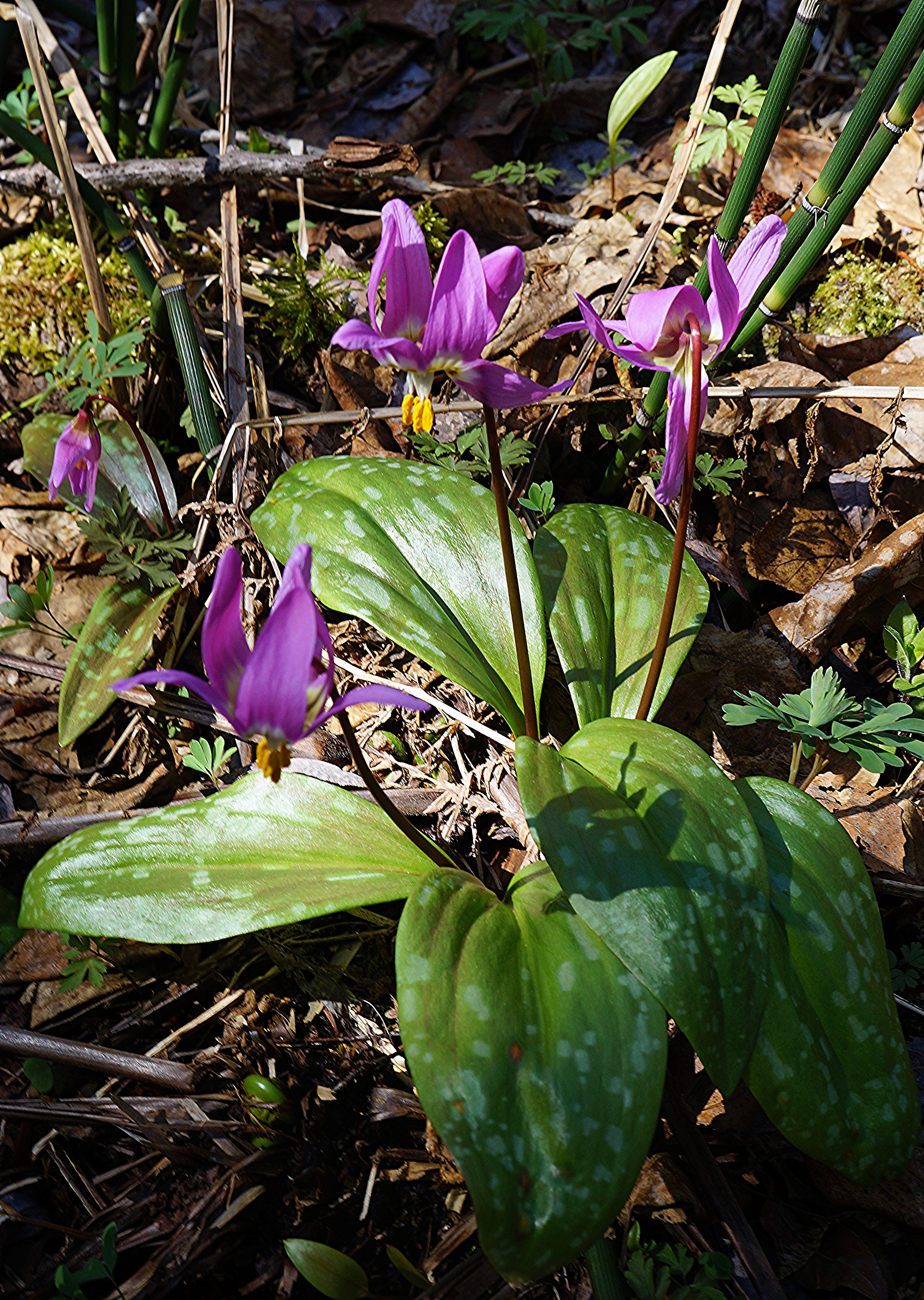
Кандык сибирский произрастает на территории Горного лесничества национального парка «Шушенский бор»

## Флора и фауна
Северная часть парка представлена равнинным лесостепным ландшафтом, а южная включает горно-таёжные ландшафты, выраженные вертикальной поясностью.
Из животного мира наиболее богатой является орнитофауна. На 2020 год на территории национального парка зарегистрировано 267 видов птиц, из них 173 гнездятся (то есть являются перелетно-гнездящимися, оседлыми или полуоседлыми). В Перовском лесничестве отмечено 217 видов, в Горном — 219. Из них 137 видов гнездится на территории Перовского лесничества, 123 — в Горном лесничестве.
24 вида птиц занесены в Красную книгу РФ. 7 — в Приложение к Красной книге РФ. 56 видов занесено в Красную книгу Красноярского края. 12 — в Приложение к Красной книге Красноярского края. Например, черный аист, скопа, беркут, орлан-белохвост, балобан, сапсан, журавль-красавка, большая выпь и другие.
Изучение флоры сосудистых растений было начато в 1995 году в рамках ведения Летописи Природы. Особое внимание исследователей уделяется редким видам, эндемикам и реликтам. «Шушенский бор» включает в себя 750 видов сосудистых растений. Из них 13 вида занесены в Красную книгу РФ, и 56 видов в Красную книгу Красноярского края. Среди них такие редкие и исчезающие растения, как ирис тигровый, башмачок крупноцветковый, ковыль перистый, костенец алтайский, фиалка рассечённая, рододендрон Адамса и др.
В «Шушенском боре» насчитывается 4 вида земноводных, 6 видов пресмыкающихся, 59 видов млекопитающих, 6 из которых занесены в Красную книгу Красноярского края, такие, как восточная ночница, рыжая вечерница, двуцветный кожан, ночница Иконникова, северный кожанок, ночница прудовая. Среди млекопитающих преобладают: заяц-русак, обыкновенная белка, бурый медведь, обыкновенная лисица, соболь, горностай, бурундук.

## Ссылки

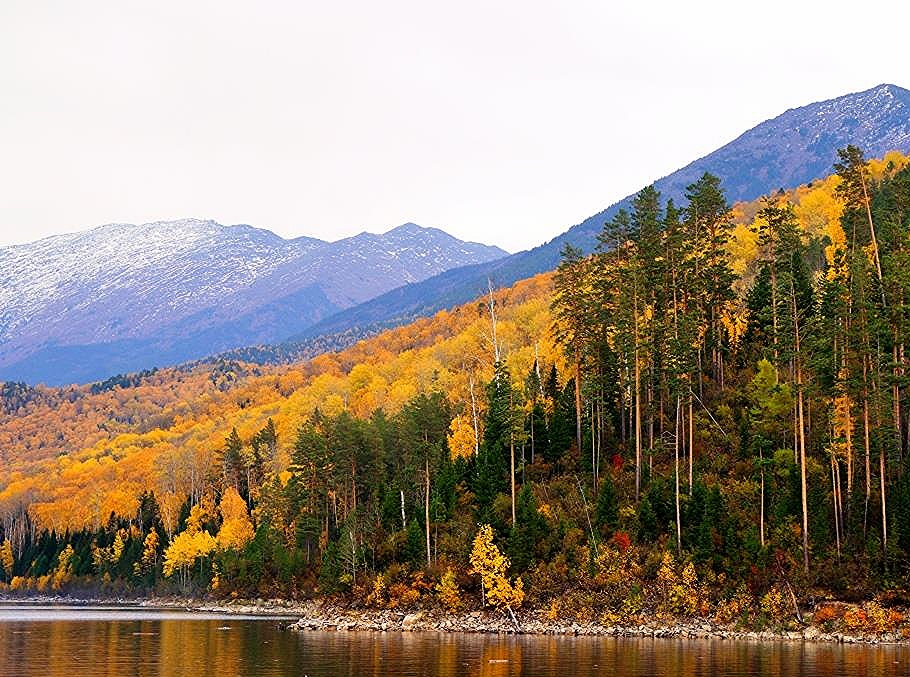
Национальный парк «Шушенский бор» характеризуется разнообразием лесорастительных зон, которое особенно четко заметно осенью, когда лиственные деревья приобретают золотые оттенки, а хвойники остаются зелеными.